# Schwurhand

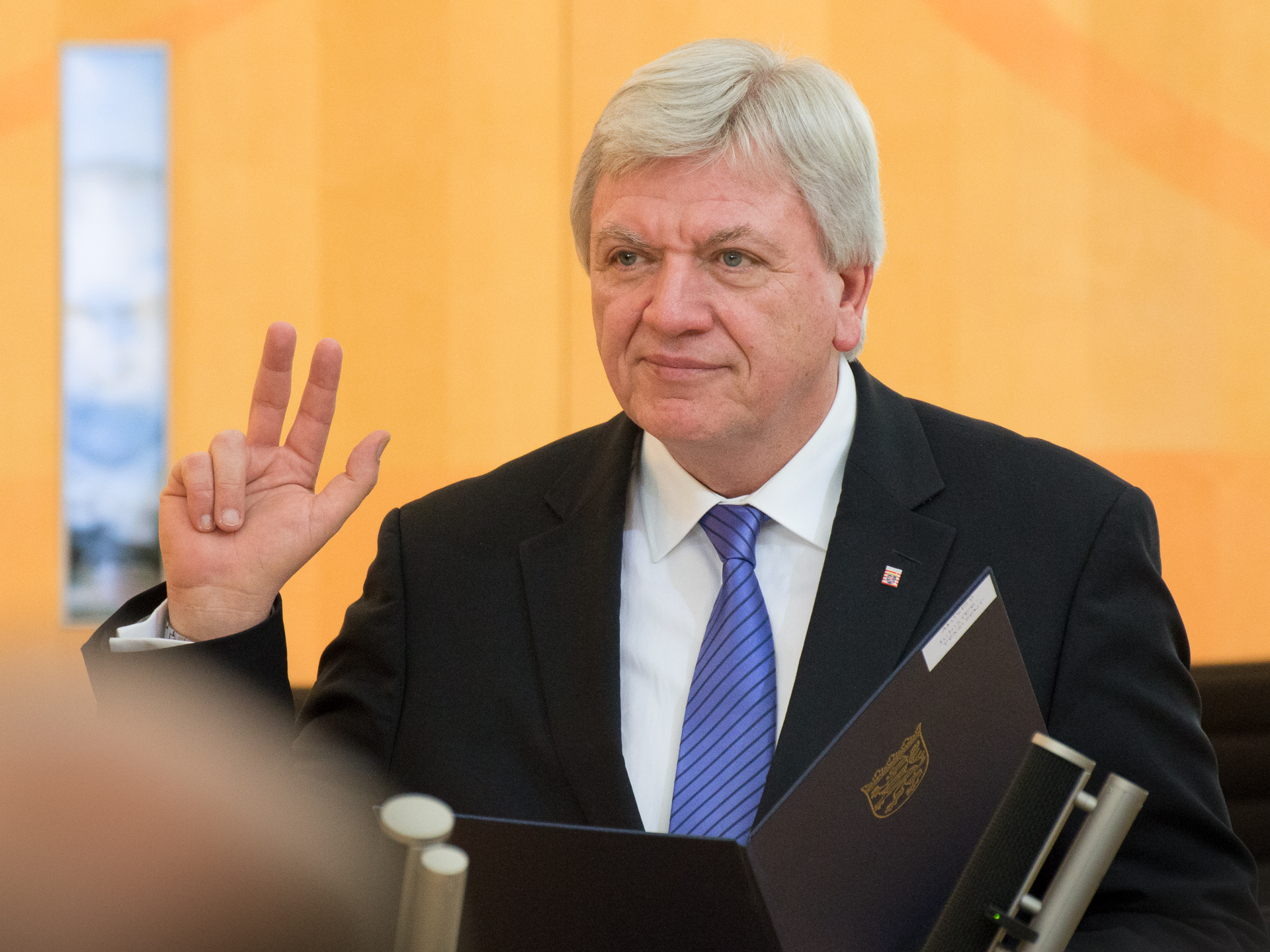
Volker Bouffier bei seiner Vereidigung zum Ministerpräsidenten des Landes Hessen (18. Januar 2014)

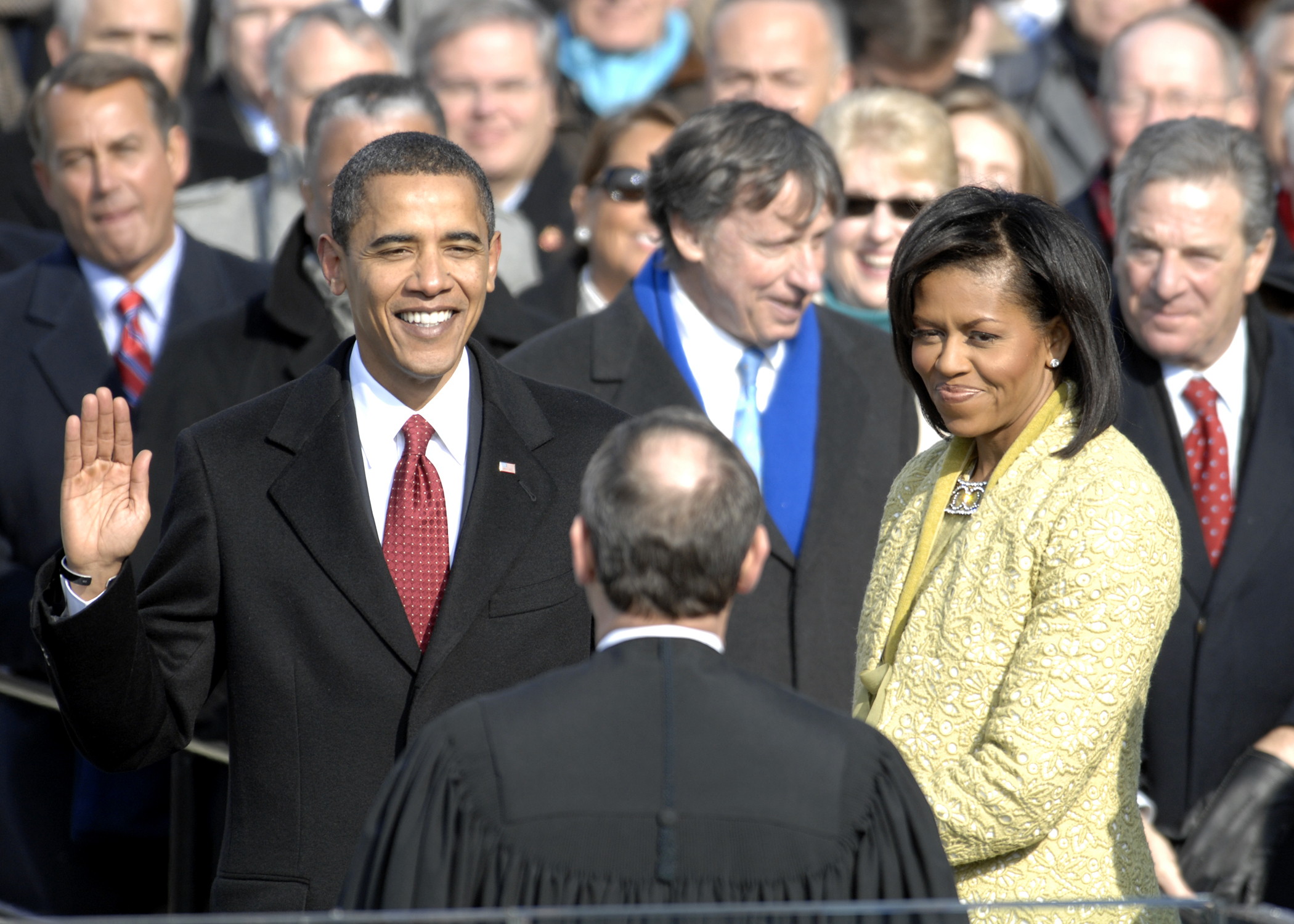
Barack Obama bei seiner Vereidigung zum US-Präsidenten. Die linke Hand liegt dabei auf der Lincoln-Bibel (20. Januar 2009)

Als Schwurhand wird eine Geste der rechten Hand bezeichnet, welche die beim Ablegen eines Schwurs bzw. Eids (z. B. Amtseid) gesprochenen Worte bekräftigen soll.
Bei der typischen Stellung wird die rechte Hand erhoben, die Handinnenfläche dem Betrachter zugewandt, der Daumen, Zeige- und Mittelfinger (die Schwurfinger) parallel zueinander gestreckt sowie der Ringfinger und kleine Finger gebeugt.
Bei einer anderen häufigen Stellung der Schwurhand werden nicht nur die drei Schwurfinger, sondern alle Finger der erhobenen rechten Hand parallel zueinander gestreckt. In einigen Fällen wird bei dieser Handstellung gleichzeitig die linke Hand auf eine Bibel gelegt.
Manchmal wird bei einer Eidesleistung auch ganz auf die Schwurhand verzichtet.

## Bedeutung

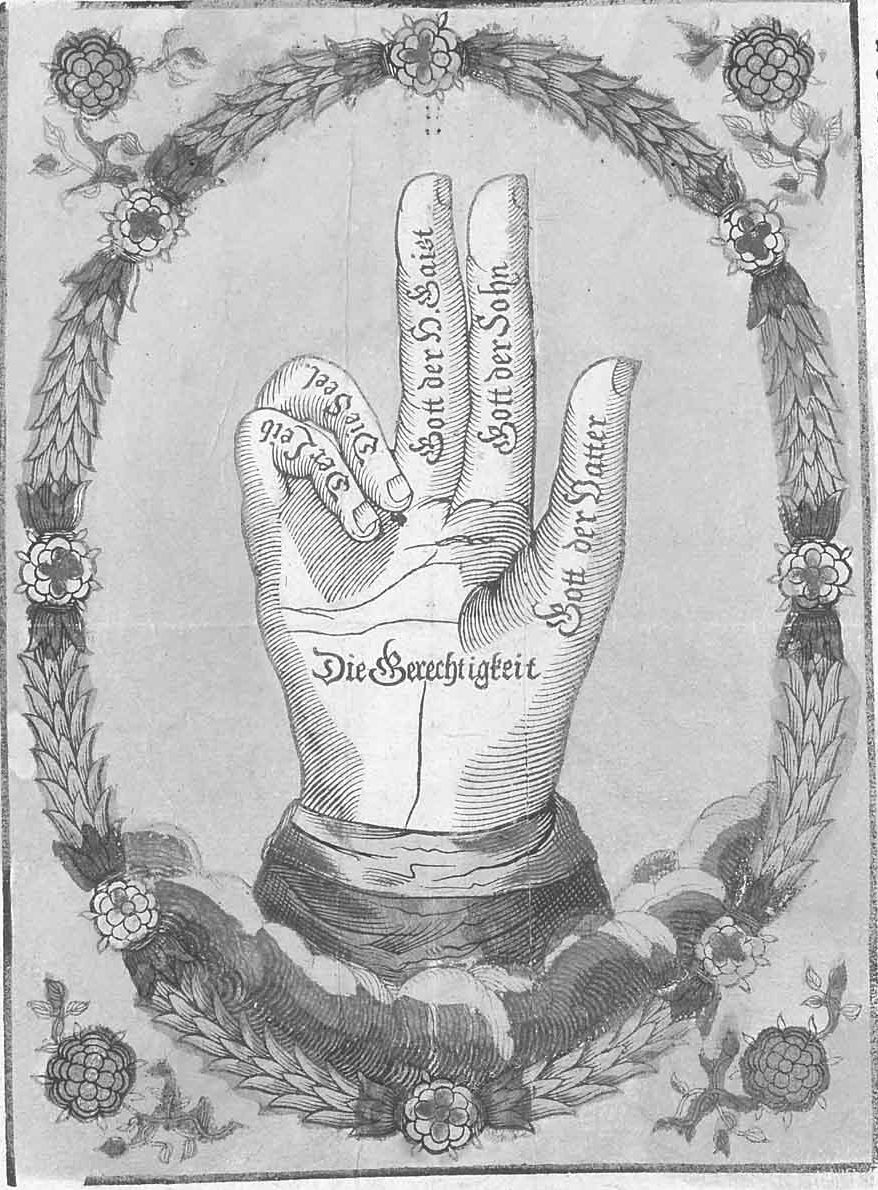
Symbolik der Schwurhand im Flugblatt Ein schöne Außlegung deß Eyd-Schwurs (1798)

Die Verwendung der Schwurhand mit den drei gestreckten Schwurfingern bei der Eidesleistung symbolisiert die Unterwerfung des Menschen unter den dreifaltigen Gott und seine Anrufung als Eideshelfer, mit allen Konsequenzen für das Seelenheil im Jenseits bei einem Meineid. Im Mittelalter konnte ein Meineid mit dem Abschlagen der Schwurhand bestraft werden (Spiegelstrafe).
Die Schwurfinger symbolisieren die Dreifaltigkeit, in der christlichen Theologie die Wesenseinheit von Gottvater, Gottessohn (Jesus Christus) und Heiligem Geist. Nach der Luzerner Eidesermahnung von 1671 steht dabei der Daumen für Gottvater, der Zeigefinger für den Gottessohn und der Mittelfinger für den Heiligen Geist. Des Weiteren symbolisiert der gebeugte Ringfinger die Seele, der gebeugte kleine Finger den Körper und die Handinnenfläche die Gerechtigkeit.

## Verwendung

### Gestik
Im deutschen Strafrecht soll beispielsweise ein Zeuge bei der Vereidigung die rechte Hand heben (§ 64 Abs. 4 StPO). Dies ist jedoch kein wesentlicher Bestandteil der Eidesleistung.
Traditionell zeigt die Schwurhand, wer in der Schweiz vereidigt wird, etwa Träger öffentlicher Ämter oder Soldaten, aber nicht, wer statt des Eides das nicht religiöse Gelübde ablegt. Auch in diesem Fall ist die Geste in der Regel aber nicht rechtlich erforderlich.

### Heraldik
Die Schwurhand findet sich in Wappen als gemeine Figur oder Beizeichen.
Reicht die Schwurhand aus einer Wolke hervor oder ist von einem Nimbus umgeben, wird diese zur Hand Gottes.

## Sonstiges
Dem Gegenkönig Rudolf von Rheinfelden (um 1025–1080) wurde in der entscheidenden Schlacht bei Hohenmölsen gegen den amtierenden römisch-deutschen König Heinrich IV. im Kampf die Schwurhand abgeschlagen. Dies wurde als Gottesurteil propagiert, da Rudolf mit dieser Hand König Heinrich IV. den Lehnseid geleistet hatte. Die Rudolf zugeschriebene mumifizierte Schwurhand ist im Merseburger Kapitelhaus am Merseburger Dom zu besichtigen. Eine 2013 angefertigte Replik dieser Schwurhand befindet sich im Fricktaler Museum in Rudolfs Herkunftsort Rheinfelden.
Die Gedenkmünze der Weimarer Republik aus dem Jahr 1929 zeigt anlässlich des 10. Jahrestages der Annahme der Weimarer Verfassung auf der Bildseite eine Schwurhand.
Der Gedenkstein für die Opfer des Zweiten Weltkriegs in Berlin-Marzahn zeigt eine überlebensgroße Schwurhand. Der Gedenkstein neben der Feierhalle des Parkfriedhof Marzahn wurde 1952 vom Bildhauer Erwin Kobbert geschaffen und erinnert an Bombenopfer des Zweiten Weltkriegs.
Dem deutschen CSU-Politiker Friedrich Zimmermann (1925–2012) brachte sein Meineid im Zusammenhang mit der bayerischen Spielbankenaffäre den Spitznamen „Old Schwurhand“ (Verballhornung von Old Surehand) ein.

## Galerie

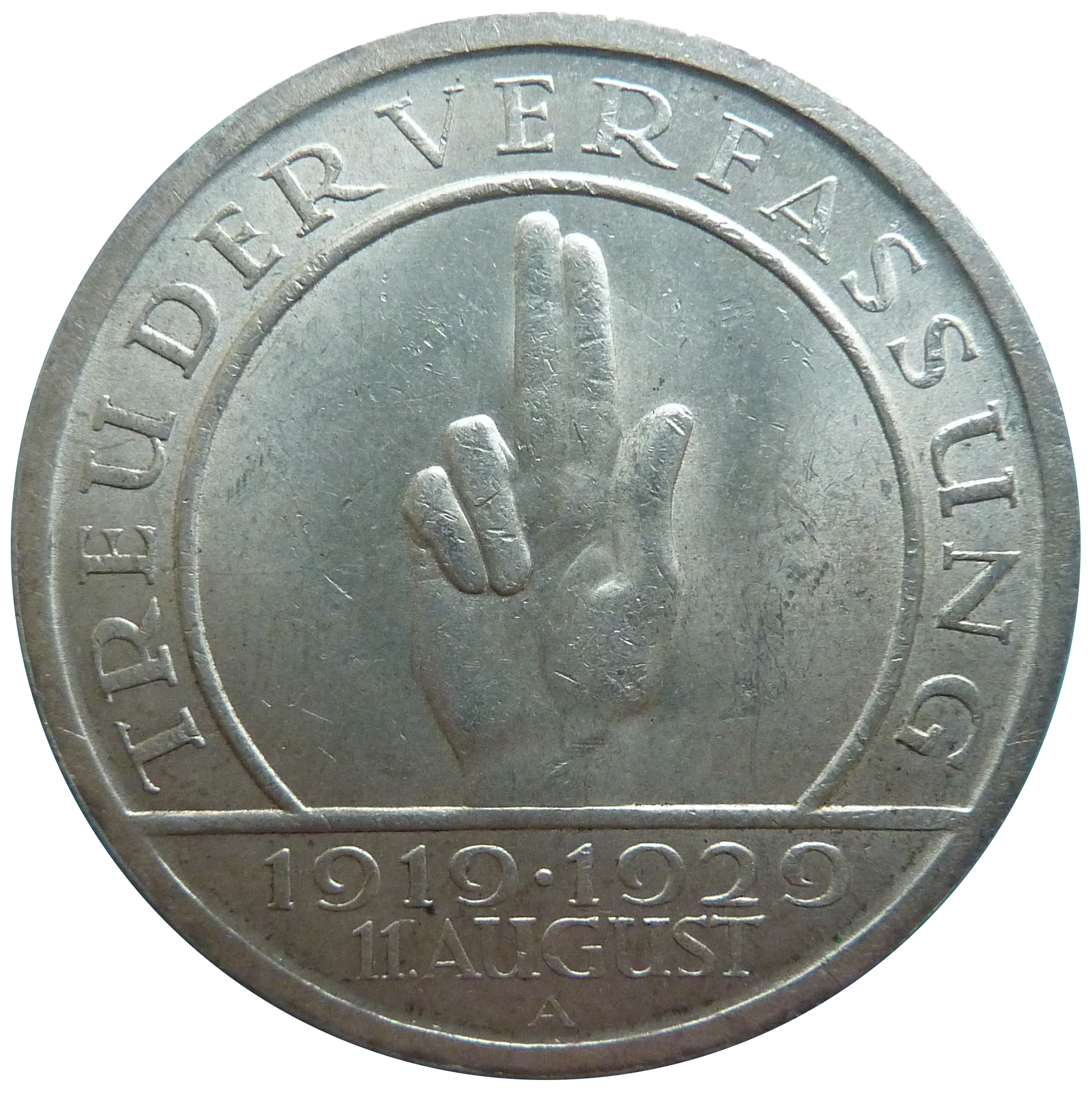
Gedenkmünze zum 10. Jahrestag der Weimarer Reichsverfassung (1929)
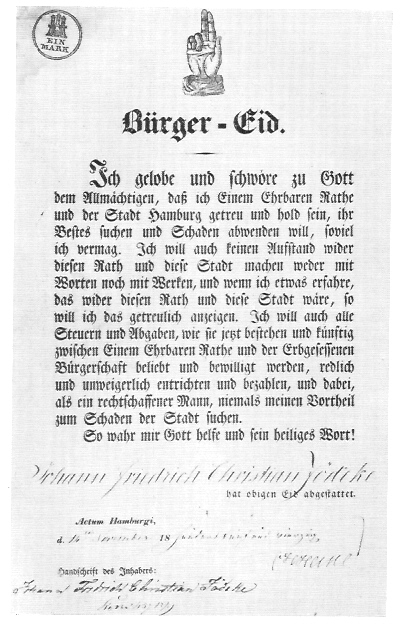
Bürgerbrief der Hamburger Bürgerschaft mit Schwurhand (1845)
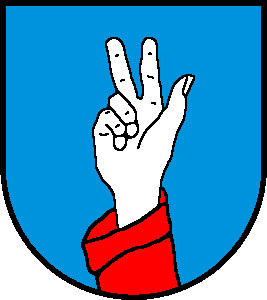
Schwurhand im Wappen der Gemeinde Gempen (Schweiz)
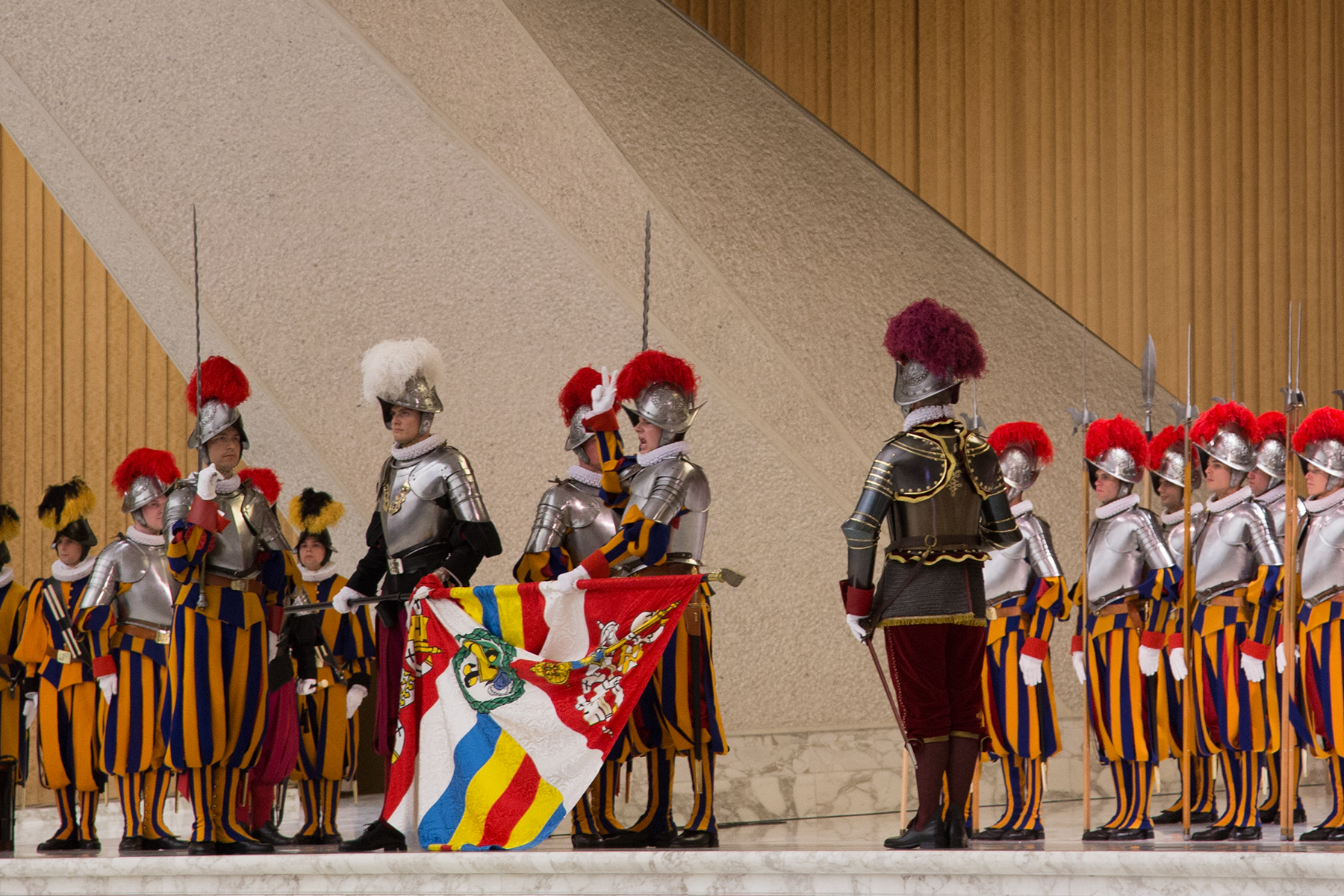
Päpstlicher Schweizergardist mit erhobener Schwurhand beim Fahneneid (2013)
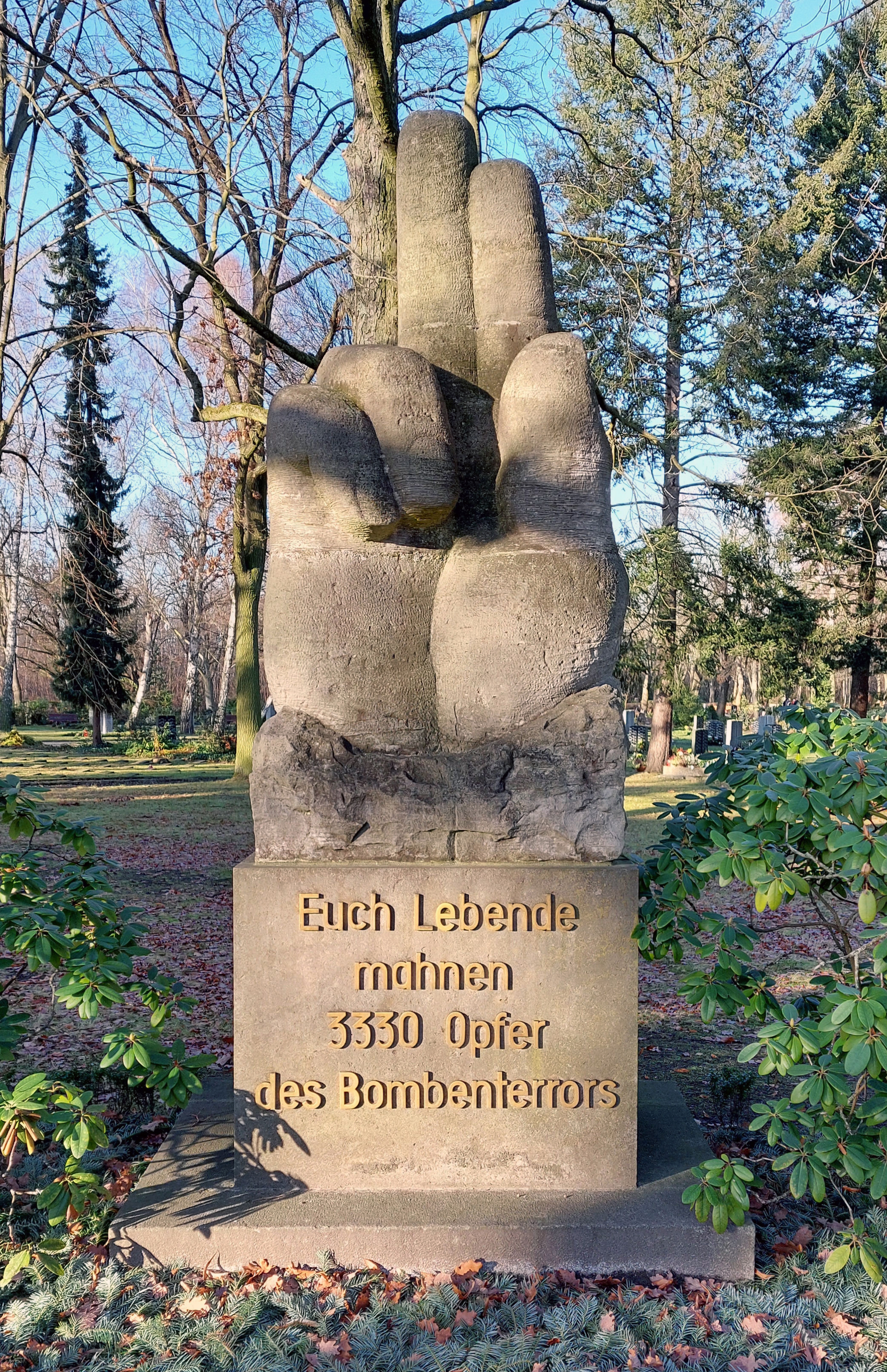
Denkmal für die Bombenopfer des Zweiten Weltkriegs in Berlin-Marzahn, 1952
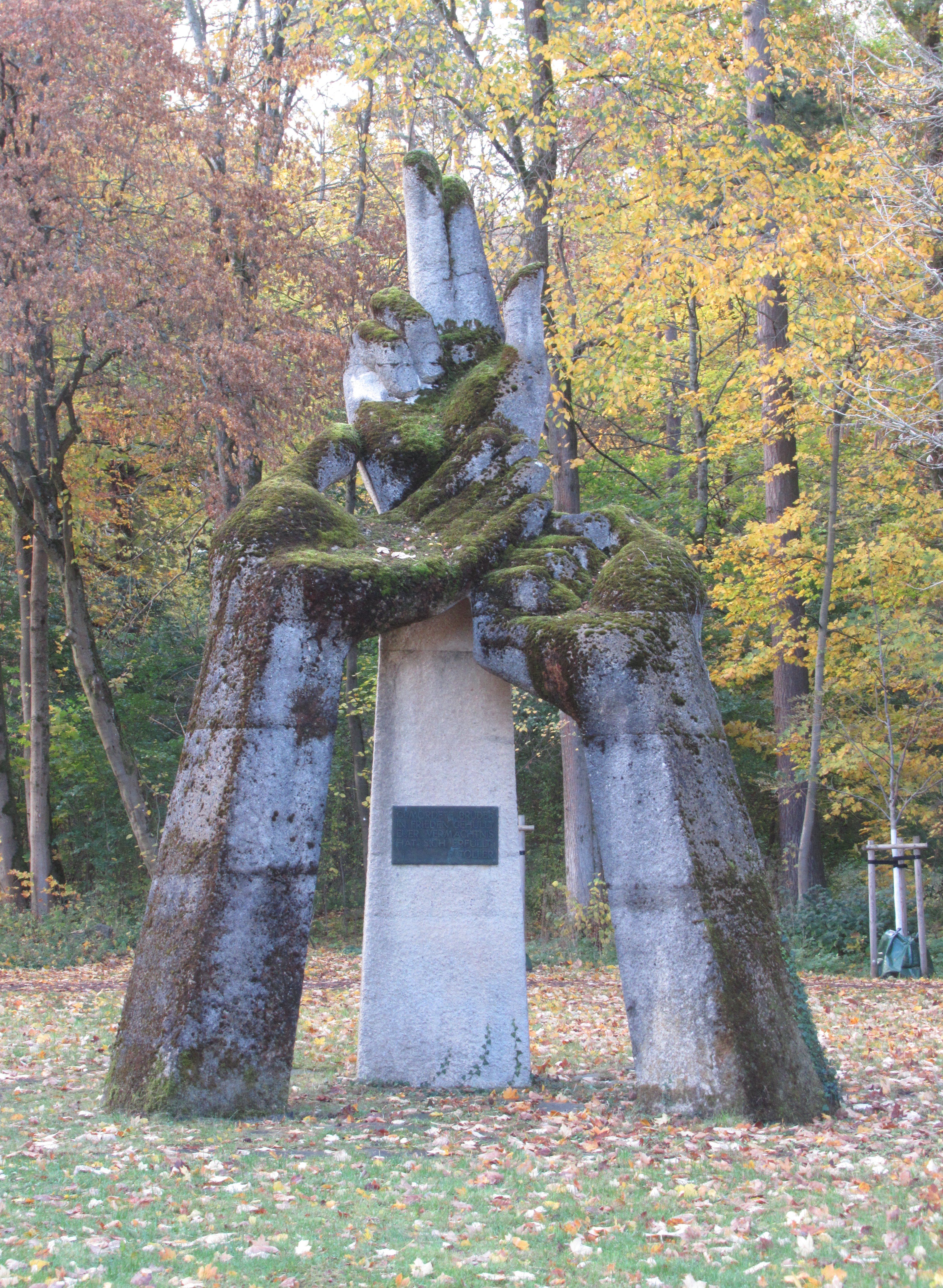
Denkmal für die Opfer des Nationalsozialismus in Ilmenau
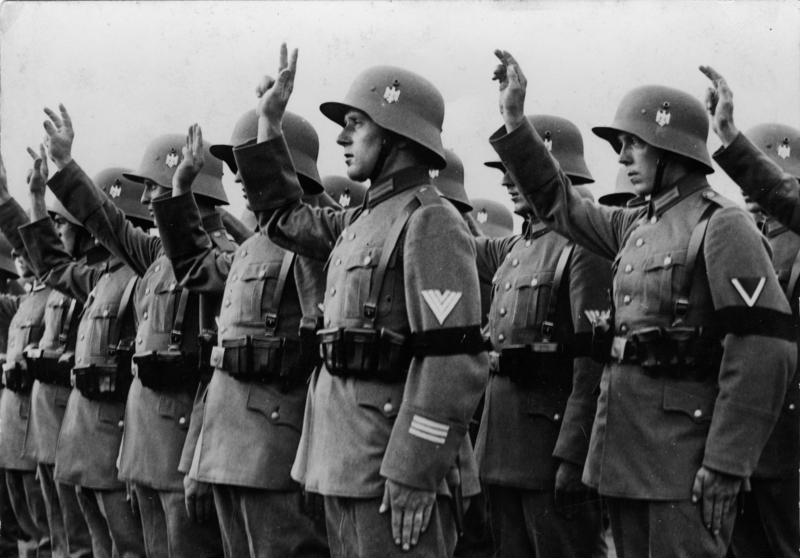
Vereidigung von Soldaten der Reichswehr auf Adolf Hitler (August 1934)

## Medizinisches Symptom
Als „Schwurhand“ wird in der Medizin auch das Symptom einer Erkrankung, die Nervenlähmung des Nervus medianus bezeichnet. Diese kann sowohl an der rechten als auch linken Hand auftreten.